# قهرمانی جودو آسیا ۲۰۱۵
جودو قهرمانی آسیا ۲۰۱۵ بیست و پنجمین دوره از رقابت‌های قهرمانی آسیا می‌باشد که از ۱۳ تا ۱۵ مه ۲۰۱۵ در شهر کویت، کویت برگزار گردید.

## خلاصه مدال‌ها

### مردان
| رویداد                | طلا                        | نقره                             | برنز                                 |
| خیلی سبک‌وزن ۶۰– ک‌گ    | کیم وون جین · کرهٔ جنوبی    | Shinji Kido · ژاپن               | Sharafuddin Lutfillaev · ازبکستان    |
| خیلی سبک‌وزن ۶۰– ک‌گ    | کیم وون جین · کرهٔ جنوبی    | Shinji Kido · ژاپن               | Otar Bestaev · قرقیزستان             |
| نیمه سبک‌وزن ۶۶− ک‌گ    | Tomofumi Takajo · ژاپن     | آن باول · کرهٔ جنوبی              | Yeldos Zhumakanov · قزاقستان         |
| نیمه سبک‌وزن ۶۶− ک‌گ    | Tomofumi Takajo · ژاپن     | آن باول · کرهٔ جنوبی              | Davaadorjiin Tömörkhüleg · مغولستان  |
| سبک‌وزن ۷۳– ک‌گ         | آن چانگ-ریم · کرهٔ جنوبی    | Sharofiddin Boltaboev · ازبکستان | Ganbaataryn Odbayar · مغولستان       |
| سبک‌وزن ۷۳– ک‌گ         | آن چانگ-ریم · کرهٔ جنوبی    | Sharofiddin Boltaboev · ازبکستان | سویچی هاشیموتو · ژاپن                |
| نیمه میان‌وزن ۸۱– ک‌گ   | Keita Nagashima · ژاپن     | کیم جائه-بوم · کرهٔ جنوبی         | Otgonbaataryn Uuganbaatar · مغولستان |
| نیمه میان‌وزن ۸۱– ک‌گ   | Keita Nagashima · ژاپن     | کیم جائه-بوم · کرهٔ جنوبی         | سعید ملایی · ایران                   |
| میان‌وزن ۹۰– ک‌گ        | گواک دونگ-هان · کرهٔ جنوبی  | Daiki Nishiyama · ژاپن           | Komronshokh Ustopiriyon · تاجیکستان  |
| میان‌وزن ۹۰– ک‌گ        | گواک دونگ-هان · کرهٔ جنوبی  | Daiki Nishiyama · ژاپن           | Sherali Juraev · ازبکستان            |
| نیمه سنگین‌وزن ۱۰۰– ک‌گ | Kaihan Takagi · ژاپن       | Maxim Rakov · قزاقستان           | Saidzhalol Saidov · تاجیکستان        |
| نیمه سنگین‌وزن ۱۰۰– ک‌گ | Kaihan Takagi · ژاپن       | Maxim Rakov · قزاقستان           | شاه حسین شاه · پاکستان               |
| سنگین‌وزن ۱۰۰+ ک‌گ      | عبدالله تانگریف · ازبکستان | Iurii Krakovetskii · قرقیزستان   | Yerzhan Shynkeyev · قزاقستان         |
| سنگین‌وزن ۱۰۰+ ک‌گ      | عبدالله تانگریف · ازبکستان | Iurii Krakovetskii · قرقیزستان   | Kenta Nishigata · ژاپن               |
| تیمی                  | ژاپن                       | ازبکستان                         | قزاقستان                             |
| تیمی                  | ژاپن                       | ازبکستان                         | کره جنوبی                            |

### زنان
| رویداد               | طلا                                    | نقره                             | برنز                         |
| خیلی سبک‌وزن ۴۸– ک‌گ   | Haruna Asami · ژاپن                    | مونخباتین اورانتستسگ · مغولستان  | Kim Sol-mi · کرهٔ شمالی       |
| خیلی سبک‌وزن ۴۸– ک‌گ   | Haruna Asami · ژاپن                    | مونخباتین اورانتستسگ · مغولستان  | Kang Yu-jeong · کرهٔ جنوبی    |
| نیمه سبک‌وزن ۵۲– ک‌گ   | ما یینگنان · چین                       | Mönkhbaataryn Bundmaa · مغولستان | Yuka Nishida · ژاپن          |
| نیمه سبک‌وزن ۵۲– ک‌گ   | ما یینگنان · چین                       | Mönkhbaataryn Bundmaa · مغولستان | Rim Song-sim · کرهٔ شمالی     |
| سبک‌وزن ۵۷– ک‌گ        | Momo Tamaoki · ژاپن                    | Lien Chen-ling · تایوان          | Kim Jan-di · کرهٔ جنوبی       |
| سبک‌وزن ۵۷– ک‌گ        | Momo Tamaoki · ژاپن                    | Lien Chen-ling · تایوان          | Liu Yang · چین               |
| نیمه میان‌وزن ۶۳− ک‌گ  | Tsedevsürengiin Mönkhzayaa · مغولستان  | Maho Nishikawa · ژاپن            | Bak Ji-yun · کرهٔ جنوبی       |
| نیمه میان‌وزن ۶۳− ک‌گ  | Tsedevsürengiin Mönkhzayaa · مغولستان  | Maho Nishikawa · ژاپن            | Marian Urdabayeva · قزاقستان |
| میان‌وزن ۷۰– ک‌گ       | Tsend-Ayuushiin Naranjargal · مغولستان | Gulnoza Matniyazova · ازبکستان   | Karen Nun-Ira · ژاپن         |
| میان‌وزن ۷۰– ک‌گ       | Tsend-Ayuushiin Naranjargal · مغولستان | Gulnoza Matniyazova · ازبکستان   | ژو چائو · چین                |
| نیمه سنگین‌وزن ۷۸– ک‌گ | Mami Umeki · ژاپن                      | Sol Kyong · کرهٔ شمالی            | یون هیون جی · کرهٔ جنوبی      |
| نیمه سنگین‌وزن ۷۸– ک‌گ | Mami Umeki · ژاپن                      | Sol Kyong · کرهٔ شمالی            | ژانگ ژهوی · چین}             |
| سنگین‌وزن ۷۸+ ک‌گ      | یو سونگ · چین                          | Kim Min-jeong · کرهٔ جنوبی        | Nami Inamori · ژاپن          |
| سنگین‌وزن ۷۸+ ک‌گ      | یو سونگ · چین                          | Kim Min-jeong · کرهٔ جنوبی        | Gulzhan Issanova · قزاقستان  |
| تیمی                 | ژاپن                                   | کره جنوبی                        | تایوان                       |
| تیمی                 | ژاپن                                   | کره جنوبی                        | مغولستان                     |

## جدول مدال‌ها
| رتبه            | کشور            | طلا | نقره | برنز | مجموع |
| --------------- | --------------- | --- | ---- | ---- | ----- |
| ۱               | ژاپن            | ۸   | ۳    | ۵    | ۱۶    |
| ۲               | کرهٔ جنوبی       | ۳   | ۴    | ۵    | ۱۲    |
| ۳               | مغولستان        | ۲   | ۲    | ۴    | ۸     |
| ۴               | چین             | ۲   | ۰    | ۳    | ۵     |
| ۵               | ازبکستان        | ۱   | ۳    | ۲    | ۶     |
| ۶               | قزاقستان        | ۰   | ۱    | ۵    | ۶     |
| ۷               | کرهٔ شمالی       | ۰   | ۱    | ۲    | ۳     |
| ۸               | تایوان          | ۰   | ۱    | ۱    | ۲     |
| ۸               | قرقیزستان       | ۰   | ۱    | ۱    | ۲     |
| ۱۰              | تاجیکستان       | ۰   | ۰    | ۲    | ۲     |
| ۱۱              | ایران           | ۰   | ۰    | ۱    | ۱     |
| ۱۱              | پاکستان         | ۰   | ۰    | ۱    | ۱     |
| مجموع (۱۲ کشور) | مجموع (۱۲ کشور) | ۱۶  | ۱۶   | ۳۲   | ۶۴    |

## کشورهای شرکت‌کننده
۲۰۶ ورزشکار از ۳۰ کشور به رقابت پرداختند.
| - افغانستان (۳) - بنگلادش (۱) - چین (۱۳) - تایوان (۱۴) - هنگ کنگ (۴) - هند (۱۴) - ایران (۵) - عراق (۳) - ژاپن (۱۴) - اردن (۵) | - قزاقستان (۱۳) - کویت (۸) - قرقیزستان (۱۲) - لبنان (۵) - ماکائو (۳) - مغولستان (۱۴) - کره شمالی (۶) - پاکستان (۷) - تشکیلات خودگردان فلسطین (۲) - قطر (۲) | - عربستان سعودی (۵) - کره جنوبی (۱۳) - سری‌لانکا (۵) - سوریه (۲) - تاجیکستان (۷) - تایلند (۸) - ترکمنستان (۵) - امارات متحده عربی (۱) - ازبکستان (۱۰) - ویتنام (۲) |